# Maratona Internacional de Porto Alegre
A Maratona Internacional de Porto Alegre é uma prova de 42,195 km que ocorre anualmente na cidade de Porto Alegre, organizada pelo Clube dos Corredores de Porto Alegre (CORPA). Atualmente, os corredores são distribuídos nas seguintes categorias: cadeirantes, especial, por faixa etária, geral feminino e geral masculino.
É considerada uma prova tradicional onde muitos atletas buscam índices para as principais maratonas do mundo, devido ao clima ameno da época em que é disputada (entre maio e junho) e pelo seu trajeto predominantemente plano. Seu trajeto atual costeia as margens do Lago Guaíba e passa por pontos históricos da cidade, como por dentro do Mercado Público. Em 2024, atingiu o recorde de quase 5.500 inscritos.

## Vencedores
A atleta gaúcha Geni Mascarello é a maior vencedora da prova, entre homens e mulheres, com um total de 7 títulos (1984, 1985, 1986, 1988, 1989, 1992 e 1993).
| Ano  | Atleta                                  | País                                    | Tempo                                   |
| ---- | --------------------------------------- | --------------------------------------- | --------------------------------------- |
| 2024 | Maxwell Rotich                          | Uganda                                  | 2:18:55                                 |
| 2023 | Vestus Cheboi                           | Quénia                                  | 2:15:29                                 |
| 2022 | Geilson dos Santos                      | Brasil                                  | 2:17:21                                 |
| 2021 | Cancelada devido a pandemia de Covid-19 | Cancelada devido a pandemia de Covid-19 | Cancelada devido a pandemia de Covid-19 |
| 2020 | Cancelada devido a pandemia de Covid-19 | Cancelada devido a pandemia de Covid-19 | Cancelada devido a pandemia de Covid-19 |
| 2019 | Alisson Peres da Rocha                  | Brasil                                  | 2:18:30                                 |
| 2018 | Jurandyr Couto Junior                   | Brasil                                  | 2:21:41                                 |
| 2017 | Elijah Chebonei                         | Quénia                                  | 2:20:48                                 |
| 2016 | João Marcos Fonseca                     | Brasil                                  | 2:21:35                                 |
| 2015 | Mateus Soares Trindade                  | Brasil                                  | 2:19:25                                 |
| 2014 | Ubiratan José dos Santos                | Brasil                                  | 2:16:22                                 |
| 2013 | Kiprop Mutai                            | Quénia                                  | 2:16:23                                 |
| 2012 | Kiprop Mutai                            | Quénia                                  | 2:17:43                                 |
| 2011 | João Marcos Fonseca                     | Brasil                                  | 2:20:49                                 |
| 2010 | Solonei da Silva                        | Brasil                                  | 2:15:04                                 |
| 2009 | Adriano Bastos                          | Brasil                                  | 2:19:20                                 |
| 2008 | José Pereira da Silva                   | Brasil                                  | 2:20:53                                 |
| 2007 | Marcos Alexandre Elias                  | Brasil                                  | 2:18:37                                 |
| 2006 | Claudir Rodrigues                       | Brasil                                  | 2:18:20                                 |
| 2005 | José Gutemberg Ferreira                 | Brasil                                  | 2:17:43                                 |
| 2004 | Claudir Rodrigues                       | Brasil                                  | 2:15:52                                 |
| 2003 | Arnaldo Sales de Sá                     | Brasil                                  | 2:16:13                                 |
| 2002 | Claudir Rodrigues                       | Brasil                                  | 2:17:38                                 |
| 2001 | Genilson Janio da Silva                 | Brasil                                  | 2:15:55                                 |
| 2000 | William Musyoki                         | Brasil                                  | 2:13:49                                 |
| 1999 | Arnaldo Sales de Sá                     | Brasil                                  | 2:16:42                                 |
| 1998 | Osmiro Souza e Silva                    | Brasil                                  | 2:14:47                                 |
| 1997 | Valmir de Carvalho                      | Brasil                                  | 2:15:09                                 |
| 1996 | Luis Carlos S. Ramos                    | Brasil                                  | 2:18:39                                 |
| 1995 | João Batista Pacau                      | Brasil                                  | 2:17:35                                 |
| 1994 | Luis Carlos da Silva                    | Brasil                                  | 2:12:59                                 |
| 1993 | Luis Carlos da Silva                    | Brasil                                  | 2:16:04                                 |
| 1992 | Volmir Herbstrith                       | Brasil                                  | 2:17:18                                 |
| 1991 | Volmir Herbstrith                       | Brasil                                  | 2:17:21                                 |
| 1990 | Não realizada                           | Não realizada                           | Não realizada                           |
| 1989 | João Pereira                            | Brasil                                  | 2:19:46                                 |
| 1988 | Volmir Herbstrith                       | Brasil                                  | 2:20:59                                 |
| 1987 | Gregorio Lavandoski                     | Brasil                                  | 2:17:38                                 |
| 1986 | Euclides Fajardo                        | Brasil                                  | 2:24:14                                 |
| 1985 | Euclides Fajardo                        | Brasil                                  | 2:21:57                                 |
| 1984 | Paulo Silva                             | Brasil                                  | 2:22:16                                 |
| 1983 | Adão Juarez Camões                      | Brasil                                  | 2:35:47                                 |

| Ano  | Atleta                                  | País                                    | Tempo                                   |
| ---- | --------------------------------------- | --------------------------------------- | --------------------------------------- |
| 2024 | Vivian Kiplagati                        | Quénia                                  | 2:42:57                                 |
| 2023 | Marlei Willers                          | Brasil                                  | 2:40:59                                 |
| 2022 | Atalem Tarefe Tesfaw                    | Etiópia                                 | 2:40:31                                 |
| 2021 | Cancelada devido a pandemia de Covid-19 | Cancelada devido a pandemia de Covid-19 | Cancelada devido a pandemia de Covid-19 |
| 2020 | Cancelada devido a pandemia de Covid-19 | Cancelada devido a pandemia de Covid-19 | Cancelada devido a pandemia de Covid-19 |
| 2019 | Cristiane Alves Silva                   | Brasil                                  | 2:49:01                                 |
| 2018 | Caroline Jepkemei Kimosop               | Quénia                                  | 2:51:22                                 |
| 2017 | Conceição Maria de Oliveira             | Brasil                                  | 2:52:55                                 |
| 2016 | Valquíria Marques de Oliveira           | Brasil                                  | 2:56:35                                 |
| 2015 | Grazielle Francelino Pedroso            | Brasil                                  | 2:53:33                                 |
| 2014 | Jacklyne Chemwek Rionoripo              | Quénia                                  | 2:34:26                                 |
| 2013 | Ednah Mukhwana                          | Quénia                                  | 2:32:41                                 |
| 2012 | Philomena Cheyech                       | Quénia                                  | 2:34:15                                 |
| 2011 | Antônia Bernadete Lins de Silva         | Brasil                                  | 2:48:40                                 |
| 2010 | Michele Cristina das Chagas             | Brasil                                  | 2:43:04                                 |
| 2009 | Conceição Maria de Oliveira             | Brasil                                  | 2:43:25                                 |
| 2008 | Rosa Jussara Barbosa                    | Brasil                                  | 2:44:32                                 |
| 2007 | Elizabeth Esteves de Souza              | Brasil                                  | 2:43:54                                 |
| 2006 | Maria Sandra Pereira Silva              | Brasil                                  | 2:41:55                                 |
| 2005 | Rosa Jussara Barbosa                    | Brasil                                  | 2:41:31                                 |
| 2004 | Rosa Jussara Barbosa                    | Brasil                                  | 2:46:05                                 |
| 2003 | Rosa Jussara Barbosa                    | Brasil                                  | 2:42:08                                 |
| 2002 | Sandra Torres Álvarez                   | Argentina                               | 2:44:04                                 |
| 2001 | Marizete de Paula Rezende               | Brasil                                  | 2:37:29                                 |
| 2000 | Márcia Narloch                          | Brasil                                  | 2:34:18                                 |
| 1999 | Márcia Narloch                          | Brasil                                  | 2:40:15                                 |
| 1998 | Márcia Narloch                          | Brasil                                  | 2:38:39                                 |
| 1997 | Lidia Karwowski                         | Brasil                                  | 2:43:57                                 |
| 1996 | Maria de Lourdes Bizoto                 | Brasil                                  | 2:44:30                                 |
| 1995 | Arlete Soares Adão                      | Brasil                                  | 2:43:33                                 |
| 1994 | Cleusa Maria Irineu                     | Brasil                                  | 2:43:31                                 |
| 1993 | Geni Mascarello                         | Brasil                                  | 2:44:01                                 |
| 1992 | Geni Mascarello                         | Brasil                                  | 2:52:38                                 |
| 1991 | Não realizada                           | Não realizada                           | Não realizada                           |
| 1990 | Antônia da Silva                        | Brasil                                  | 3:10:42                                 |
| 1989 | Geni Mascarello                         | Brasil                                  | 3:04:25                                 |
| 1988 | Geni Mascarello                         | Brasil                                  | 3:00:52                                 |
| 1987 | Sandra Magda Lima                       | Brasil                                  | 3:08:57                                 |
| 1986 | Geni Mascarello                         | Brasil                                  | 3:02:48                                 |
| 1985 | Geni Mascarello                         | Brasil                                  | 3:15:56                                 |
| 1984 | Geni Mascarello                         | Brasil                                  | 3:01:04                                 |
| 1983 | Sandra Magda Lima                       | Brasil                                  | 3:15:07                                 |

Nota: recorde da prova (M e F)